# Георги Бенковски (стадион, Пазарджик)
„Георги Бенковски“ е многофункционален стадион в Пазарджик.
Понастоящем е клубен стадион на ПФК „Хебър“ (Пазарджик) и на него се играе предимно футбол.
Завършен е през 1989 г. Тогава се нарича стадион „Септември“ и е с капацитет 13 128 седящи места. Открит е на 26 март същата година с мача „Хебър“ – „Янтра“ (Габрово) 1:0, на който са присъстват 15 000 зрители. На 30 юли 1991 г. стадионът е преименуван на „Георги Бенковски“, което име носи до днес.
На този стадион са играни 3 сезона в А група. Има модерни съблекални, зала за пресконференции, 2 покрити скамейки за журналисти и гости, съдийска стая; отговаря на всички изисквания за провеждане на футболни срещи.
Стадион „Георги Бенковски“ се намира в северозападната част на Пазарджик, вляво на излаза от града към автомагистрала „Тракия“ в парк „Стадиона“, където са също старият стадион „Любен Шкодров“ и помощното игрище „Стрелбище“. На мястото на днешния стадион е било първоначално помощното игрище „Септември“. Наблизо е и старото игрище „Бенковски“ на Спортен клуб „Бенковски“.